# Józef Wagner
Józef Bogdan Wagner ps. Małpa (ur. 22 kwietnia 1815 w Warszawie, zm. 1882 w Szwajcarii) – dziennikarz i drukarz, kierownik tajnych drukarni organizacji miejskiej w Warszawie, wyemigrował w końcu 1863.